# Anthostomaria
Anthostomaria är ett släkte av svampar. Anthostomaria ingår i divisionen sporsäcksvampar och riket svampar.